# Station Bréauté-Beuzeville
Station Bréauté-Beuzeville is een spoorwegstation in de Franse gemeente Bréauté.

## Treindienst
| Serie | Treinsoort | Route                                                                           | Bijzonderheden |
| ----- | ---------- | ------------------------------------------------------------------------------- | -------------- |
| K 1+  | TER (SNCF) | Paris Saint-Lazare – Rouen-Rive-Droite – Yvetot – Bréauté-Beuzeville – Le Havre |                |